# 全米反検閲連盟
全米反検閲連盟（ぜんべいはんけんえつれんめい、National Coalition Against Censorship、NCAC）は、文学、芸術、宗教、教育、職業、労働、公民権擁護などを特色とする50の団体からなる、アメリカ合衆国の非営利組織の連盟。本部はニューヨークに位置し、501(c)(3)に基づく法的地位にある。この連盟は、教育、奉仕活動、直接的なアドボカシーの主張を通じて、検閲とその脅威から思想・良心の自由と探求の自由、表現の自由を守ることを目的としている。

## 活動
2019年6月2日、全米反検閲連盟はFacebookやInstagramにおけるヌード投稿禁止規定に抗議するために、スペンサー・チュニックと共同でフェイスブック本社前で抗議活動を行った。

## 表現の自由防衛賞
全米反検閲連盟は毎年「表現の自由防衛賞」を授与している。

## 連盟参加団体
アメリカ自由人権協会、アメリカユダヤ人委員会、アメリカ図書館協会、全米作家協会、コミック弁護基金、全米監督協会、表現の自由連合、米国現代語学文学協会、米国キリスト教会協議会、プランド・ペアレントフッド